# Oger Klos
Oger Klos (Amsterdam, 19 augustus 1993) is een Nederlandse voetballer die als middenvelder of aanvaller speelt.
Klos speelde in de jeugd van AVV Zeeburgia, Ajax Amsterdam en Almere City FC. In 2012 zou Klos zich eigenlijk aansluiten bij de amateurs van AGOVV maar omdat AGOVV gebrek had aan aanvallers werd Klos toch toegevoegd aan het eerste elftal van de profs. In seizoen 2013/2014 speelde hij voor Telstar.

## Statistieken
| Seizoen | Club    | Competitie     | Wedstrijden | Goals |
| ------- | ------- | -------------- | ----------- | ----- |
| 2012/13 | AGOVV   | Eerste Divisie | 17          | 2     |
| 2013/14 | Telstar | Eerste Divisie | 28          | 1     |
| Totaal: | Totaal: | Totaal:        | 45          | 3     |